# Pac-Man et les Aventures de fantômes
Pac-Man et les Aventures de fantômes (Pac-Man and the Ghostly Adventures) est une série télévisée d'animation américano-nippo-canadienne conçue par 41 Entertainment pour Disney XD. Basée sur le personnage de Pac-Man et la célèbre franchise de jeux vidéo éponyme de Namco Bandai Games, et utilisant la 3D stéréoscopique, elle est diffusée depuis le 15 juin 2013 aux États-Unis et depuis le 1er novembre 2013 en France, sur Disney XD France, Gulli et Canal J.
Le 17 novembre 2013, Disney Channel obtient les droits de retransmission sur Disney XD dans la majeure partie des pays d'Europe du Nord et de l'Ouest : Allemagne, Autriche, Suisse, Royaume-Uni, Irlande, Finlande, Suède, Danemark, Norvège et Islande.

## Synopsis
La série se déroule dans un monde peuplé d'êtres sphéroïdes baptisé Pac-World et relate les aventures de Pacster dit « Pac-Man », un adolescent qui se trouve être le tout dernier « gobeur jaune », les seuls êtres capables de manger des fantômes. Après avoir accidentellement ouvert un passage entre son monde et le royaume des Ténèbres, où vivent les fantômes, il va être amené à devoir combattre, en tant qu'ultime représentant de sa race et aux côtés de ses meilleurs amis Spirale et Cylindra, les fréquentes attaques de spectres et autres mauvais coups fomentés par leur chef, Perfidus, jadis habitant de Pac-World qui fut transformé en fantôme et donc banni dans le royaume des Ténèbres pour avoir mené une guerre contre son monde et cherche désormais à se venger en anéantissant ce dernier. 
Pour l'aider dans son combat, le jeune Pac-Man peut notamment compter sur les inventions de Sir Conférence (surnommé Sir Conf), le plus brillant savant de Pac-World, mais aussi et surtout sur des baies magiques (directement inspirées des pac-gommes du jeu vidéo sur lequel est basée la série) appelées « baies énergisantes » qui poussent sur l'« Arbre de vie » (un arbre essentiel à l'existence même de Pac-World) et lui procurent divers pouvoirs.

## Personnages
- Pacster, surnommé Pac-Man : héros de PacWorld, étant le dernier « gobeur jaune », le seul capable de manger des fantômes ;
- Cylindra et  Spirale : meilleurs amis de Pac-Man ;
- Sir Conférence, dit Sir Conf : inventeur de génie qui fournit à Pac-Man et ses amis tous les gadgets nécessaires ;
- Stratos Sphéros : frère de Perfidus et président de PacWorld ;
- Sphéria : tante de Pac ;
- Clyde, Inky, Blinky : gentils fantômes respectivement orange, bleu et rouge ;
- Pinky : gentille fantôme rose qui en pince pour Pac et qui est terriblement jalouse de Cylindra ;
- Perfidus : l'antagoniste principal qui vit et règne sur le royaume des Ténèbres et qui veut anéantir PacWorld ;
- Dr A. H. Popotin : scientifique (plutôt du genre savant fou) du royaume des Ténèbres ;
- Butt-ler : frère jumeau du Dr Popotin, qu'il a en horreur, et majordome de Perfidus.

Note : Blinky, Pinky, Inky et Clyde étaient les ennemis de Pac-Man dans le jeu original.

## Distribution

### Voix originales
- Erin Mathews : Pac-Man / Mrs. Globular
- Andrea Libman : Cylindria
- Tabitha St. Germain : Sherry « Braces » Strictler / Rotunda
- Sam Vincent : Spirale / Perfidus / Lord Betrayus Spheros / Stratos Spheros
- Ian James Corlett : Sir Conférence / Blinky / Short Fed / Mr. Dôme / The Pacinator / Specter
- Lee Tockar : Inky / Kingpin Obtuse / Tall Fed / Fuzbitz / Cyclops Ghost / Ogle / Tentacle Ghosts / Professor Pointybrains / Count Pacula
- Ashleigh Ball : Pinky / Spheria Suprema
- Brian Drummond : Clyde / Dr. Buttocks (Dr Popotin en VF) / Butt-ler
- Matt Hill : Skeebo
- Mark Oliver : Mr. Strictler
- Colin Murdock : Apex
- Kathleen Barr : Madame Ghoulasha
- Nicole Oliver : Jean
- Gabe Khouth : Do-Ug
- Brian Dobson : Tip
- Vincent Tong : Master Goo
- Paul Dobson : Mummy Wizard
- Kazumi Evans : Elli
- Richard Newman : Santa Pac

### Voix françaises
- Émilie Guillaume : Pac-Man (voix 1 ; saisons 1 et 2)
- Béatrice Wegnez : Cylindra / Braces
- David Manet : Spirale
- Benoît Van Dorslaer : Perfidus
- Alessandro Bevilacqua : Sir Conférence
- Antoni Lo Presti : Blinky
- Jean-Marc Delhausse : Inky
- Sophie Landresse : Pinky
- Mélanie Dermont : Sphéria
- Alexis Flamant : Clyde
- Grégory Praet : Butt-ler
- Sébastien Hébrant : Skeebo
- Romain Barbieux : Spectre et un des gardes du corps du Président
- Yvan Reekmans : Apex
- Robert Guilmard : le Président
- Robert Dubois : Dr Popotin

- Version française
  - Studio de doublage : Chinkel 
  - Direction artistique : Olivier Cuvellier et Robert Guilmard (saisons 1 et 2)
  - Adaptation : Clémentine Blayo, Élodie Marie, Anthony Panetto (11 épisodes[2])
  - Mixage : Vivien Berry

## Épisodes

### Saison 1
La saison 1 comprend 26 épisodes.
1. C'est parti pour l'aventure, Partie 1 (The Adventure Begins, Part I)
2. C'est parti pour l'aventure, Partie 2 (The Adventure Begins, Part II)
3. Monstre de compagnie, Partie 1 (No Pets Allowed... Especially Monsters !, Part I)
4. Monstre de compagnie, Partie 2 (No Pets Allowed... Especially Monsters !, Part II)
5. Buffet à volonté ! (All You Can Eat)
6. Président possédé (President Possessed !)
7. Pacman bourgeonne (Is Zit You or is Zit Me ?)
8. PACRetour vers le futur (Pac to the Future)
9. Heebo-Skeebo (Heebo-Skeebo)
10. Mission impaccable (Mission ImPacable !)
11. Tombeauspectre (No Body Knows)
12. Comme au bon vieux temps ! (Seems Like Old Times)
13. Perfidus fait monter la température (Betrayus Turns the Heat Up)
14. Championne un jour, championne toujours (Pac-Pong Fever)
15. Indiana Pac et le Temple de la poisse (Indiana Pac and the Temple of Slime)
16. Pac au volant (Driver's Pac)
17. Planète Pac (Planet Pac)
18. Malédiction (Jinxed)
19. La Saint-Valenpac (Stand by Your Pac-Man)
20. PacLantide (PacLantis)
21. Comte Pacula (A Berry Scary Night)
22. Jurassic Pac (Jurassic Pac)
23. Course-poursuite (The Great Chase !)
24. Première invasion alienne (Robo Woes)
25. Spectre ou ne pas Spectre (The Spy Who Slimed Me)
26. Deuxième invasion alienne (Invasion of the Pointy Heads)

### Saison 2
La saison 2 comprend 26 épisodes.
1. Le Pac-Poulpe (Ride the Wild Pac-Topus)
2. Jenny le génie (Meanie Genie)
3. Pac-Magnon (Cave Pac-Man)
4. Course cosmique (Cosmic Contest)
5. Malin comme un pac (That Smarts!)
6. Le Pac-Man Show ! (Pac-Mania)
7. Un monde sans Pac (Rip Van Packle)
8. Le bazooka spectral (Spooka-Bazooka !)
9. Que la Pac-Force soit avec toi ! (The Pac Be with You)
10. Cap'taine Banshee et ses boucaniers interstellaires (Cap'n Banshee and His Interstellar Buccaneers)
11. Les fantômes de la table ronde (A Hard Dazed Knight)
12. Le Pac-Garou (The Shadow of the Were-Pac)
13. Les baies de fin d'année (Happy Holidays and a Merry Berry Day)
14. A voté ! (Peace Without Slime)
15. Le fantôme du trône (The Ghost Behind the Throne)
16. L'étudiant étranger (Nerd is the Word)
17. La fiancée de Grinder (The Bride of Grinder)
18. La légende de la créature au grand pied (The Legend of Creepy Hollow)
19. L'île aux œufs de Pâques (Easter Egg Island)
20. Univers parallèle (The Wizard of Odd)
21. Indiana Pac et le dentier maudit (Indiana Pac and the Dentures of Doom)
22. Chérie, j'ai numérisé le Pac-Man (Honey, I Digitized the Pac-Man)
23. Pac-Noël (Santa Pac)
24. L'effrayant Halloween de Pac (1re partie) (Pac's Very Scary Halloween, Part I)
25. L'effrayant Halloween de Pac (2e partie) (Pac's Very Scary Halloween, Part II)
26. Une nouvelle en ville (New Girl in Town)

### Téléfilm
1. Halloween effrayante à Pac (Pac's Scary Halloween)
2. La Fête des Joyeuses Baies de Santa Pac (Santa Pac's Merry Berry Day)

## Diffusion
| Pays        | Chaîne(s)                                             |
| ----------- | ----------------------------------------------------- |
| États-Unis  | Disney XD                                             |
| Royaume-Uni | Sky 1                                                 |
| France      | Canal J / Gulli / Disney XD France (saison 2 en 2015) |
| Australie   | Network Ten                                           |
| Brésil      | Gloob                                                 |
| Canada      | Family Chrgd / Ici Radio-Canada Télé                  |
| Espagne     | Canal Panda / Clan (chaîne de télévision)             |
| Pologne     | Teletoon+                                             |
| Hongrie     | Megamax                                               |
| Japon       | Tokyo MX / BS11                                       |
| Turquie     | Disney Channel                                        |
| Allemagne   | Disney XD / Disney Channel                            |
| Finlande    | Disney XD / FOX                                       |
| Mexique     | Canal 5                                               |
| Argentine   | Telefe                                                |
| Belgique    | Club RTL                                              |
| Russie      | CTC                                                   |
| Vénézuela   | Venevision / Televen                                  |
| Portugal    | SIC / SIC K / Biggs / Netflix                         |
| Italie      | Disney XD / K2                                        |

## Adaptations
Pac-Man et les Aventures de fantômes a été adapté en jeux vidéo sous les titres Pac-Man et les Aventures de fantômes en 2013 et Pac-Man et les Aventures de fantômes 2 en 2014. Le jeu mobile Pac-Man Dash! reprend également le visuel de la série.